# ミューレ・グラスヒュッテ

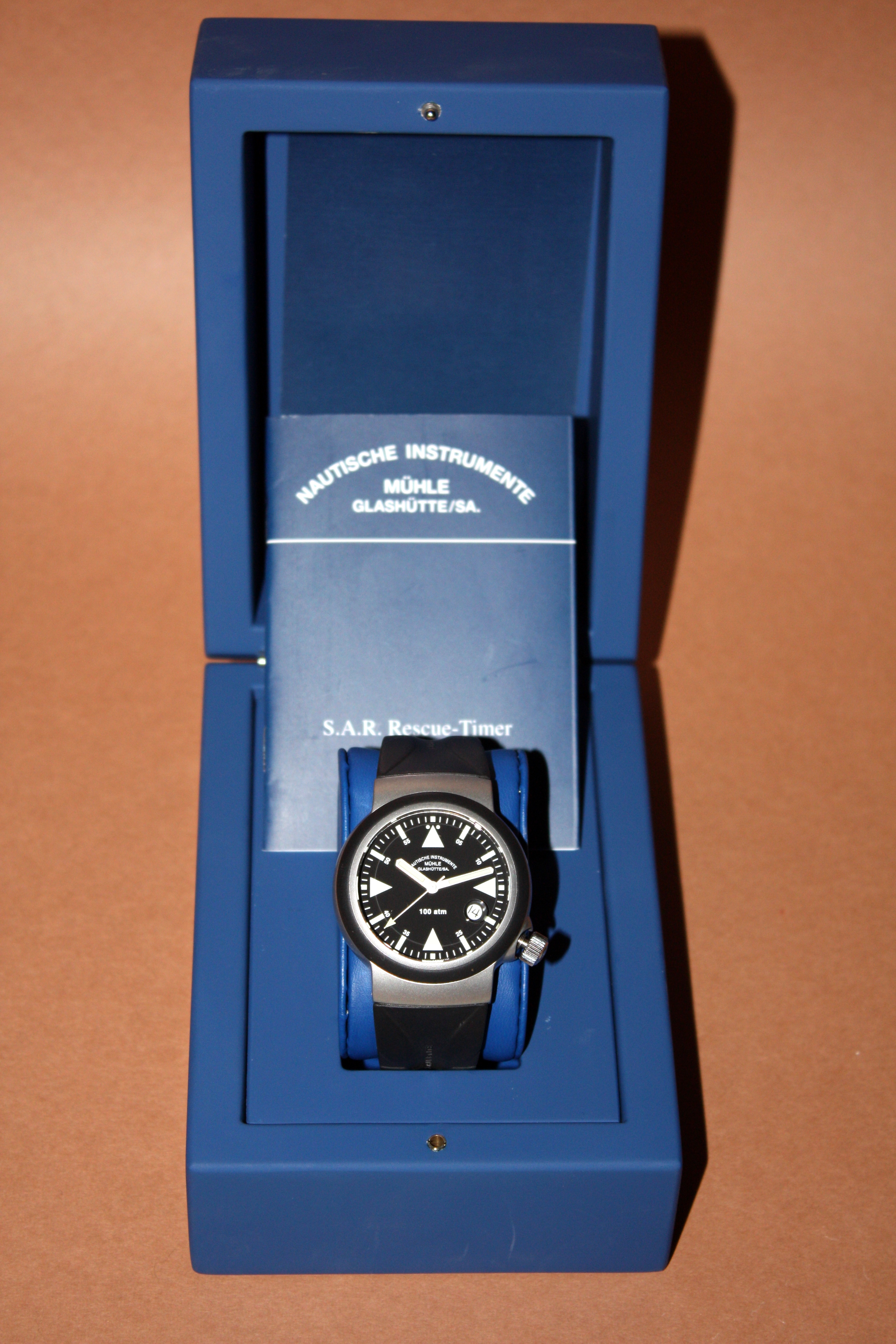
SAR Rescue Timer

ミューレ・グラスヒュッテ（Mühle Glashütte SA ）はドイツの船舶用測定機メーカーである。現在日本では腕時計メーカーとして知られている。
本社はザクセン州グラスヒュッテ。ベースムーブメントはエタ製を使用するが独自に改造調整して製品化している。実用本位のデザインの製品が多い。創業者一族が現在も会社を運営していることで知られる。

## 歴史
- 1869年 - 測定機械と精密機械のメーカーとして創業。
- 1945年 - 敗戦に伴って解体。
- 1946年 - 半国営化されながらも復活する。
- 1969年 - 創業者一族のハンス・ユルゲン・ミューレが社長に就任。
- 1972年 - グラスヒュッテ時計産業公社に吸収され、ハンス・ユルゲン・ミューレはその輸出部門の担当になった。
- 1994年 - 再興し、現在の体制となる。日差最大0.01秒というクォーツ式マリン・クロノメーターを開発した。
- 1995年 - 腕時計製造に参入。しかし、グラスヒュッテで製造した部品が全体の50%以下にもかかわらず『グラスヒュッテ』の名を冠したとノモス・グラスヒュッテから告訴される。
- 1997年 - 法的闘争の末に破産申請。創業者一族のティロ・ミューレが6代目社長に就任し、立て直しに入る。
- 2004年 - ユーロパッションが日本総輸入代理店となる。
- 2012年 - チックタック（株式会社ヌーヴ・エイ）が日本総輸入代理店となる。
- 2019年 - 有限会社サイプレストレーディングが日本総輸入代理店となる。

## ムーブメントの特徴
特徴的なのは遅れを許さないことで、歯車に硬化処理を施して研磨することで誤差を0秒～+6秒の範囲に押さえている（ミューレ・ファインチューニング）。
また、緩急針に『ウッドペッカー・レギュレーター』という独自の機構を採用している。